# 娜汀·多里斯
（1957年5月21日—），是英国政治人物，作家，英國保守黨黨員，曾在2005年至2023年間擔任英國國會中貝德福德郡下議院議員。
在保守党内，多里斯因其坚定的約翰遜支持者身份而广为人知。自約翰遜拜相起，獲任英國衛生部政務次官。2021年，她因内阁改组而初次入閣，就任文化及体育大臣，直到在特拉斯接任约翰逊成为英国首相后辞职为止。

## 轶事
多里斯是前下议院议长约翰·伯科的坚定反对者。
多里斯为在2020年初英国暴发2019冠狀病毒病疫情期间，国会内首位確診新型冠狀病毒的議員，曾在3月中旬开始自我隔离，直到24日康复后才回到国会。
作為莊漢生的「死忠」支持者，她質疑唐寧街沒有依前者的名單讓她獲封終身貴族。為此，此於2023年6月宣布辭去議席，卻又一直拖延到8月底才正式實行。